# مجيد عبد جعفر الكرخي
الدكتور مجيد عبد جعفر الكرخي وزير مالية عراقي سابق، وخبير في التخطيط الاستراتيجي.

## نشأته
ولد في بعقوبة عام 1942 وهو متزوج وله ثلاث أولاد.
أكمل دراسته الجامعية في بغداد - الجامعة المستنصرية، ومن ثم في جامعة برمنغهام في إنجلترا، وحصل على الماجستير في التخطيط والاقتصاد القياسي، وواصل دراسته في الولايات المتحدة ليحصل على الدكتوراه في التخطيط المالي والاقتصادي.وحصل على دكتوراه ثانية من الأكاديمية السويسرية الملكية للاقتصاد والتكنولوجيا  (في إدارة الأعمال)، زوريخ/تسوغ – سويسرا.
تدرج في المراكز الوظيفية من مدير عام الشؤون الفنية في الجهاز المركزي للإحصاء إلى مدير عام الموازنة في العراق إلى مدير عام اللجنة الاقتصادية في مجلس الوزراء ومن ثم وزيرا للمالية سنة 1991.
عمل محاضرا في الجامعات العراقية في مواضيع الاقتصاد القياسي والاقتصاد الرياضي والمالية العامة في الدراسات الأولية والدراسات العليا وهو الآن خبير في التخطيط الاستراتيجي.

## المؤهلات العلمية
1. بكالوريوس إدارة واقتصاد - الجامعة المستنصرية
2. ماجستير في التخطيط والاقتصاد القياسي من جامعة برمنغهام في إنجلترا.
3. دكتوراه في التخطيط المالي والاقتصادي من جامعة بيفرلي هلز في الولايات المتحدة
4. دكتوراه في التخطيط المستقبلي من الأكاديمية السويسرية الملكية للاقتصاد والتكنولوجيا زوريخ/تسوغ – سويسرا.

## الخبرات العملية
- 1991 - 1992 وزير المالية في الحكومة العراقية.
- 2003 - لحد الآن - خبير اقتصادي ومالي - المجلس الأعلى لشؤون الأسرة - دولة قطر
- 1999- 2003 أستاذ المالية العامة - الدراسات العليا - جامعة بغداد
- 1996- 2003 مستشار مالي واقتصادي – رئاسة الجمهورية.
- 2003-1995 عضو اللجنة الاقتصادية في مجلس الوزراء
- 1996- 2003 مستشار مالي واقتصادي – رئاسة الجمهورية.
- 1995-1993 مستشار مالي واقتصادي في قطاعات مختلفة للقطاع العام والخاص
- 1988- 1991 مدير عام اللجنة الاقتصادية - رئاسة الجمهورية
- 1979- 1991 مدير عام الموازنة العامة للدولة - وزارة المالية.
- 1977- 1979 مدير عام الشؤون الفنية للإحصاء – وزارة التخطيط
- 1975 - 1977 مدير الحسابات القومية – الجهاز المركزي للإحصاء – وزارة التخطيط
- 1975 - 1979 مدرس مادة الاقتصاد القياسي - الجامعة المستنصرية - بغداد
- 1975- 1980 مدرس مادة الاقتصاد الرياضي - الجامعة المستنصرية - بغداد
- 1967 - 1972 باحث في التخطيط الاقتصادي - وزارة التخطيط.

## عضوية مجالس الإدارة
- البنك المركزي العراقي
- المصرف الصناعي
- المصرف العقاري
- المؤسسة العامة للتأمين
- الشركة العربية للاستثمار (الرياض)
- مصفاة البترول الأردنية (عمان)
- مصرف الرافدين
- مصرف الرشيد
- المصرف الزراعي
- مجلس محافظي صندوق النقد الدولي
- المؤسسة العامة للاستيراد والتصدير
- المعهد العربي للبحوث والتدريب الإحصائي
- شركة سمنت امنت (تونس)
- اللجنة الاعتراضية العامة لتقدير ضريبة الدخل.
- اللجنة الإستئنافية المركزية لتقدير الرسوم الكمركية.

## الجمعيات والمنظمات
- عضو الهيئة الإدارية لجمعية الاقتصاديين العراقيين
- عضو الهيئة الإدارية لجمعية الإحصائيين العراقيين
- عضو الهيئة الإدارية لنقابة المحاسبين
- عضو اتحاد الإحصائيين العرب
- عضو اللجنة الاستشارية لاتحاد الإحصائيين العرب
- عضو جمعية الخطاطين العراقيين
- عضو اتحاد الاقتصاديين العرب

## المؤلفــــات
1. الموازنة العامة للدولة (مجلد من 827 صفحة)، بغداد، 1999.
2. تقويم الأداء - بغداد 2001
3. النشاط المالي للدولة - بغداد - 2003.
4. تصميم البرامج - الدوحة - المجلس الأعلى لشؤون الاسرة - 2005.
5. تصميم الموازنة المبرمجة -الدوحة - المجلس الأعلى لشؤون الاسرة - 2006.
6. معايير الأداء في المؤسسات الاقتصادية - المجلس الأعلى لشؤون الاسرة الدوحة - 2006.
7. تقويم الأداء باستخدام النسب المالية - دار المناهج - الأردن - 2007.
8. أساسيات موازنة الأسرة - الدوحة - المجلس الأعلى لشؤون الاسرة - 2009.
9. التحليل الكمي الاقتصادي - الجزء الأول - العلاقات الخطية - دار المناهج-2010
10. التخطيط الاستراتيجي - دار المناهج - دار المناهج - الأردن- 2010.
11. التحليل الكمي ألاقتصادي الجزء الثاني - العلاقات غير الخطية- دار المناهج- 2011 .
12. تخطيط وتقييم البرامج – دار المناهج - 2012 .
13. إدارة الموارد البشرية – دار المناهج - 2012 .
14. التحليل الكمي الاقتصادي – الجزء الثالث - دار المناهج- 2012.
15. إدارة الجودة الشاملة - وزارة الثقافة والفنون والتراث في قطر- 2013 .
16. التخطيط الاستراتيجي المبني على النتائج.
17. مؤشرات الأداء.
18. موازنة الأداء.
19. مقدمة في التفكير الاستراتيجي.
20. التنبؤ والتخطيط الاستراتيجي.
21. التخطيط الاستراتيجي باستخدام المصفوفة المربعة SWOT
22. مؤشرات قياس الحكم الرشيد
23. قصص في التخطيط والنجاح
24. مدخل لقياس الأداء المؤسسي
25. موضوعات في التخطيط الاستراتيجي (تحت الطبع)
26. الأساليب الشائعة في التحليل الاستراتيجي
27. تقييم العاملين 2016
28. التخطيط الاستراتيجي بالسيناريو
29. التخطيط التشغيلي (تحت الطبع)
30. أصحاب المصلحة - 2019.1.
31. أصحاب المصلحة - 2019.
32. التخطيط التنفيذي - 2019.
33. موازنة البرامج والأداء - 2019.
34. الاقتصاد الكمي - الجزء الأول - 2019.
35. الاقتصاد الكمي - الجزء الثاني- 2019.
36. مدخل إلى التخطيط الاستراتيجي - 2019.
37. موضوعات في التخطيط الاستراتيجي - 2019.
38. البناء الاستراتيجي والوقت - 2019.
39. موازنة المواطن - 2022.
40. مؤشرات الأداء – اكسس سنتر-2019.
41. مؤشرات تقييم الأداء- دار المناهج- 2022.
42. التخطيط المستقبلي- دار المناهج- 2022.
43. التكنولوجيا والمستقبل- دار المناهج -2022.
44. التخطيط للمستقبل بالأساليب غير الخطية- دار زاد –2023 .
45. التنمية والتقدم- دار زاد-2023.
46. خالد بن الوليد- استراتيجية الحرب وفنون القتال- دار زاد – 2024.
47. التخطيط الاستراتيجي للعمل الإحصائي العربي- دار زاد-  2024 .

## وضع خطط إستراتيجية وتقييم خطط
1. منسق إستراتيجية المسنين في المجلس الأعلى لشؤون الاسرة-2007 .
2. نائب الفريق الرئيسي في وضع الاستراتيجية العامة للأسرة في دولة قطر 2005-2009
3. منسق الاستراتيجيات الفئوية في الاسرة-2007.
4. وضع الخطة الاستراتيجية - مركز إنجاز للتدريب - 2008.
5. عضو الفريق الرئيسي المكلف بوضع إستراتيجية قطاع التماسك الاسري وتمكين المرأة في إستراتيجية التنمية الوطنية لدولة قطر - 2010.
6. تقييم الخطة الاستراتيجية المقدمة من قبل الطالبة هيلة بنت عبد الله الفايز لجامعة الإمام محمد بن سعود الإسلامية السعودية - 2010.
7. تقييم الخطة الاستراتيجية لمركز الاستشارات العائلية -2011.
8. وضع الخطة الاستراتيجية لمركز الشفلح-2012.
9. وضع خطة إستراتيجية لمركز بيست باديز. 2012.
10. وضع خطة إستراتيجية لمعهد النور -2012.
11. الاشراف على تنفيذ الخطة الاستراتيجية لقطاع الثقافة -2012.
12. الخبير الرئيسي في وضع إستراتيجية اللجنة الوطنية لحقوق الإنسان -قطر 2017

## البحوث والدراسات
1. التوصيات المقترحة ضمن مخرجات البرامج المنفذة في المجلس 2006.
2. دراسة تنبؤية بمؤشر مستخدمي خدمات الانترنيت في دولت قطر -2006
3. المسار الحرج والجداول الزمنية لتنفيذ البرامج - 2006.
4. مخطط إعداد الخطة الإستراتيجية للأسرة في دولة قطر - 2006 .
5. كيف تكتب رؤية ورسالة المنظمة - 2007 .
6. صياغة الأهداف الإستراتيجية للمنظمة – 2007
7. منهجية إعــــداد خطـــة البرامـــــج 2007
8. الإحصاء والتنبؤ والتخطيط الاستراتيجي - 2007 .
9. قياس الجهد المبذول لأغراض متابعة التقدم في تنفيذ خطة البرامج -2007 .
10. التنبؤ والعملية التخطيطية - 2007 .
11. تصور لخطة المتابعة والتقييم للخطة الإستراتيجية 2008 .
12. ترشيد الانفاق والادخار 2008
13. المرشد في تبويب المصروفات - 2008 .
14. نظرة تحليلية قي الموازنة الانفاقية للأسرة القطرية -2009 .
15. آلية التنسيق في مجال التخطيط بين المجلس الأعلى لشؤون الأسرة والجهات الحكومية ومؤسسات المجتمع المدني - 2009
16. التخطيط والتنسيق والمتابعة في المجلس الأعلى لشؤون الاسرة. - 2009
17. دليل التخطيط الاستراتيجي - 2009 .
18. دور قاعدة البيانات في مخطط تدفق القيمة - 2009.
19. موازنة الاسرة والمقبلين على الزواج ضمن برنامج اعفاف -2010
20. دور البيانات الاحصائية في متابعة وتقييم الخطة الاستراتيجية - 2011.
21. أسلوب اعداد البرامج في مركز الاستشارات العائلية -2011 .
22. جودة تنفيذ الاستراتيجية مركز الاستشارات العائلية -2012 .
23. الاجراءات كأسلوب لمعالجة وتجويد الأعمال والبرامج مركز الاستشارات العائلية -2012.
24. الاستراتيجية الشخصية 2012.
25. التغيير والتطوير 2012.
26. اعداد البرامج والمشاريع في وزارة الثقافة والفنون والتراث -2012
27. تقييم البرامج في المجلس الأعلى لشؤون الاسرة – ورقة مرجعية -2013.
28. بحث عن التمكين الاقتصادي والاجتماعي للأسرة القطرية (2013).
29. تقييم البرامج في المؤسسات الاجتماعية (بحث معد للنشر في مجلة اتحاد الاحصائيين العرب)(2014)
30. وهناك بحوث اخرى ليشكل المجموع العام 83 ثلاث وثمانون بحثاً.

## الاشراف على رسائل الدكتوراه والماجستير
الإشراف على (3) رسائل دكتوراه و (6) ماجستير إضافة إلى المشاركة في مناقشة 5 رسائل دكتوراه، و 3 رسائل ماجستير في جامعات العراق: جامعة بغداد – والجامعة المستنصرية – وجامعة الكوفة.

## المشاركة في المؤتمرات والاجتماعات الدولية
1. المشاركة في العديد من المؤتمرات والاجتماعات والندوات إما رئيس وفد وإما عضو ضمن وفد نذكر منها بشكل رئيسي الاتي:
2. الاجتماعات السنوية للجامعة العربية.
3. الاجتماعات السنوية للصناديق والمصارف العربية.
4. الاجتماعات السنوية للصندوق النقد الدولي.
5. الاجتماعات السنوية للجنة الاحصائية للأمم المتحدة.
6. اجتماعات المجلس الاقتصادي والاجتماعي للأمم المتحدة.
7. اجتماعات المجلس الاقتصادي والاجتماعي للجامعة العربية.
8. اجتماعات الامانة العامة للتعاون الإسلامي.
9. اجتماعات اللجنة الاقتصادية والاجتماعية لغرب اسيا.
10. المؤتمرات الدورية للاقتصاديين العرب.
11. المؤتمرات الدورية للإحصائيين العرب.
12. الاجتماعات السنوية لمجلس امناء المعهد العربي للإحصاء.
13. الاجتماعات الدورية لمجلس إدارة الشركة العربية للاستثمار.
14. الاجتماعات الدورية لمجلس إدارة المنظمة العربية للتنمية الزراعية.
15. اجتماعات عدد من اللجان المشتركة بين العراق ودول العالم للتعاون الاقتصادي والاجتماعي.

## المشاركة في الفعاليات والورش والمنتديات
1. مؤتمرات الاقتصاديين العرب - تقديم بحوث.
2. مؤتمرات الاحصائيين العرب-تقديم بحوث وأوراق عمل.
3. المؤتمرات العلمية لجمعية الاقتصاديين –المشاركة في تقديم بحوث.
4. الورش التي نظمتها الامانة العامة للتخطيط التنموي للتحضير للخطة الاستراتيجية التنموية لدولة قطر 2011-2016.
5. الاجتماعات والورش والمؤتمرات والفعاليات التي نظمها المجلس الأعلى لشؤون الاسرة 2004-2013.منها نذكر ابرزها

- المؤتمر العالمي للأسرة -2004
- المائدة المستديرة لمناقشة دية المرآة والرجل في قطر-2004.
- ورشة تدريبية للوقاية والحد من الإدمان على المخدرات-2005.
- ندوة الآثار المترتبة من الحوادث المرورية على المجتمع القطري-2005.
- الفعاليات الدورية وأنشطة جائزة الدولة لأدب الطفل-2005.
- ورشة عمل حول (العنف ضد المرأة) -2005.
- المؤتمر العالمي للمسنين – 2005.
- الندوة خليجية حول المسنين وتحديات المستقبل-2006.
- حملة قطر للجميع -2006.
- الاحتفالات بأيام الأسرة القطري والعربي والعالمي لعدة سنوات.
- حملة الفحص المبكر قبل الزواج -2007.
- الندوة الخليجية حول الاتفاقية الدولية الشاملة والمتكاملة لحفظ حقوق المعاقين وكرامتهم- 2007.
- الاحتفالات بالأيام الدولية للشباب وذوي الإعاقة والطفولة والمرأة.
- ورشة تقييم التقدم المحرز في تنفيذ الاستراتيجية العامة للأسرة-2011-2016 -2012
- ورشة واقع الدعم المقدم للمقبلين على الزواج 2013.